# Смит, Генри (Техас)
Ге́нри Сми́т (англ. Henry Smith, 20 мая 1788 — 4 марта 1851) — был первым американским губернатором мексиканского Техаса, в начальный период революции.

## Ранний период
Смит был десятым и последним ребёнком четы Джеймса и Магдален (девичья фамилия — Вудс) Смит из Кентукки. В 21 год он устраивается продавцом в Нэшвилле (Теннесси) и женится. Переезжая с места на место, он в конце концов заинтересовался земельными грантами выдававшимися мексиканским правительством и привёз свою семью в 1827 году в округ Бразориа, Техас. Там они обрабатывали свои земли, учились, исследовали местность и составляли её карту.
Увлекшись политикой, Смит участвовал и был ранен в битве при Веласко в 1832 году. Избранный алкальдом Бразории в 1833 году, он был одним из депутатов Техасской конвенции 1833 года. В 1834 году мексиканским правительством Смит был назначен политическим главой департамента Бразос.

## Период революции
В течение 1835 года Смит становится лидером партии стремящейся к независимости Техаса, носившей имя Военной, или Партии Независимости. Эта партия встретилась с Партией Мира на съезде в 1836 году, называвшимся Консультацией. На нём обе партии решали стоит ли провозглашать независимость от Мексики немедленно, или нет. Убеждая общественность в необходимости незамедлительной декларации независимости, он помог подготовить органический закон служивший конституцией временному правительству. Смит был назван губернатором временного правительства, однако вскоре столкнулся в борьбе с конкурентами на этот пост, политическими и личными. Он распустил совет временного правительства, который в ответ объявил ему импичмент. Смит отказался оставить должность губернатора в пользу Джеймса Робинсона, но вопрос был решён заседанием Техасской конвенции 1836 года.
В первой администрации Сэма Хьюстона Смит служил казначеем. В дальнейшем он способствовал развитию техасского побережья Мексиканского залива и в 1840 году был избран в конгресс. По истечении срока полномочий он не получил никакой другой государственной должности. Примкнув к калифорнийской золотой лихорадке в 1849 году, он золота так и не нашёл и умер в лагере старателей в 1851 году.

## Личная жизнь
В 1815 году Смит женился на Гарриет Джилет. У них было три сына: Уильям Ватт, и близнецы Джон Джилет и Джеймс Эванс. Когда они переехали в Миссури, в 1820 году, Гарриет умерла.
В 1822 году Смит женился на сестре Гарриет, Элизабете. Он неё у него было пять дочерей: Гарриет, Джейн, Сара, Эмили и Софрония. В 1827 году они перебрались в Техас, где Элизабет умерла от холеры в 1833 году.
В 1839 году он вновь женится на близнеце Элизабет — Саре. У них была дочь — Элизабет. Сара прожила до 1863 года, и умерла в Либерти, Техас.